# Рощински (Самарска област)
Рошчински (на руски: Рощинский) е селище от градски тип в Русия, разположено във Волжки район, Самарска област. Населението му към 1 януари 2021 година е 8128 души.